# Andreas Vojta
Pour les articles homonymes, voir Vojta.
Andreas Vojta (né le 9 juin 1989 à Vienne) est un athlète autrichien, spécialiste du demi-fond.
Il participe aux Jeux olympiques d'été de 2012 sur 1 500 m. Sur cette distance, il détient un record personnel de 3 min 36 s 11 le 12 juillet 2014 à Glasgow.